# 木村竜蔵
木村 竜蔵（きむら りゅうぞう、1988年11月29日 - ）は、日本の歌手、ソングライター。
弟の木村徹二と兄弟デュオ「竜徹日記」としても活動。父は鳥羽一郎。叔父は山川豊。

## 来歴
演歌歌手・鳥羽一郎の長男として生まれ、幼い頃より音楽やエンターテインメントが身近にある環境に育つ。
2006年、高校在学中にシングル「愛しい人よ」でインディーズ・デビュー。その後もライブ活動と並行して作品をリリース。
2012年、日本クラウンよりミニアルバム「6本の弦の隙間から」をリリースしメジャー・デビュー。
2014年、父・鳥羽一郎のシングル「晩夏」の作曲を手掛ける。以降、美川憲一や山口かおるらに楽曲提供をしている。
2016年、弟の木村徹二と兄弟デュオ「竜徹日記」を結成。
2022年、弟・徹二の演歌歌手デビュー・シングル「二代目」の作詞・作曲を手掛ける。

## ディスコグラフィ

### シングル
| # | 発売日         | 曲順 | タイトル     | 作詞     | 作曲     | 編曲     | 規格品番   |
| - | -------------- | ---- | ------------ | -------- | -------- | -------- | ---------- |
| 1 | 2013年 1月23日 | 01   | 舞桜         | 木村竜蔵 | 木村竜蔵 | 細海魚   | CRCP-10279 |
| 1 | 2013年 1月23日 | 02   | モトクラシー | 木村竜蔵 | 木村竜蔵 | 藤井一彦 | CRCP-10279 |
| 1 | 2013年 1月23日 | 03   | とある休日   | 木村竜蔵 | 木村竜蔵 | 木村竜蔵 | CRCP-10279 |

- 限定シングル

| 発売日        | 曲順 | タイトル | 規格品番 |
| ------------- | ---- | -------- | -------- |
| 2015年 4月3日 | 01   | 紡ぐ     | CRC-1778 |
| 2015年 4月3日 | 02   | 風の祈り | CRC-1778 |

- インディーズ

| # | 発売日          | 曲順 | タイトル   | 規格品番 |
| - | --------------- | ---- | ---------- | -------- |
| 1 | 2006年 10月25日 | 01   | 愛しい人よ | PJA-1020 |
| 1 | 2006年 10月25日 | 02   | FLOWER     | PJA-1020 |
| 2 | 2007年 3月7日   | 01   | 丘を越えて | PJA-1029 |
| 2 | 2007年 3月7日   | 02   | 月のカケラ | PJA-1029 |

### アルバム
| 発売日        | タイトル          | 規格品番   |
| ------------- | ----------------- | ---------- |
| 2012年9月12日 | 6本の弦の隙間から | CRCP-40328 |
| 2014年4月9日  | 恋愛小説          | CRCP-40368 |
| 2015年6月3日  | 碧の時代          | CRCP-40413 |

- インディーズ

| 発売日         | タイトル         | 規格品番 |
| -------------- | ---------------- | -------- |
| 2007年11月28日 | White Love Story | PJA-1040 |
| 2008年11月26日 | 風が吹く場所で   | PJA-1052 |

### タイアップ曲
| 年     | 楽曲             | タイアップ                               |
| ------ | ---------------- | ---------------------------------------- |
| 2015年 | 紡ぐ             | 世界遺産「富岡製糸場」イメージソング     |
| 2015年 | 落蕾〜ラクライ〜 | TBS系列「ひるおび」EDテーマ(2015年6月度) |

## 楽曲提供
シングル表題曲は太字
- 木村徹二
  - 『二代目』（2022年、作詞・作曲）
  - 『つむじ風』（2022年、作曲）
  - 『夢の花道』（2023年、作曲）
  - 『みだれ咲き』『最後の酒』『男の拳』（2024年、作詞・作曲）
  - 『雪唄』『湯の街』『忘らりょか』『湯呑み酒』（2025年、作詞・作曲）

- 鳥羽一郎
  - 『晩夏』（2014年、作曲）
  - 『儚な宿』『人生ど真ん中』（2018年、作曲）
  - 『十国峠』『詫び椿』（2019年、作曲）
  - 『盆の酒』（2020年、作曲）
  - 『一本道の唄』『しんけん勝負』（2022年、作曲）
  - 『未来への手紙』（2022年、作詞・作曲）※作詞は江藤伸一と共同。

- 鳥羽一郎&山川豊
  - 『俺たちの子守唄』（2024年、作詞・作曲）

- 内田あかり
  - 『鳴らない電話』（2019年、作曲）

- 原田波人
  - 『海風塔』（2024年、作曲）
  - 『火の鳥』（2025年、作曲）

- 原田悠里
  - 『ノクターン〜黎明〜』（2024年、作詞）

- 真咲よう子
  - 『遠い思い出』（2019年、作曲）

- 美川憲一
  - 『愛染橋を渡ります』『にっぽん唄めぐり』（2019年、作曲）
  - 『嘘に抱かれて』（2021年、作曲）
  - 『ふたつの愛』（2023年、作詞・作曲）
  - 『当たり前のように』（2023年、作曲）

- 望月琉叶
  - 『朧月』（2024年、作曲）

- 山口かおる
  - 『最後の恋人』『恋愛小説』（2018年、作曲）
  - 『うぬぼれて』『恋はフィーリング』（2019年、作曲）